# Proablepharus tenuis
Proablepharus tenuis — вид сцинкоподібних ящірок родини сцинкових (Scincidae). Ендемік Австралії.

## Поширення й екологія
Proablepharus tenuis поширені в прибережних і внутрішніх районах на півночі Квінсленду, у Північній Території та в регіоні Кімберлі у Західній Австралії. Вони живуть у сухих склерофітних лісах і саванах, серед опалого листя, каміння та повалених дерев.